# Yoshiaki Nishimura
Yoshiaki Nishimura  (西村 義明 Nishimura Yoshiaki?, Nació el 25 de septiembre de 1977 en Tokio, Japón) es un productor de anime japonés que hizo parte del Studio Ghibli y  fue fundador de la compañía Studio Ponoc. Fue nominado para el Óscar a la Mejor Película de Animación en 2014 por El cuento de la princesa Kaguya y recibió una nominación consecutiva en la 88.ª edición de los premios Óscar por El recuerdo de Marnie en la misma categoría.

## Filmografía
- 2004: Howl no Ugoku Shiro
- 2013: El reino de los sueños y la locura
- 2013: El cuento de la princesa Kaguya
- 2015: El recuerdo de Marnie
- 2017: Mary to Majo no Hana
- 2018: Modest Heroes
- 2023: The Imaginary

## Premios y distinciones
Premios Óscar
| Año  | Categoría                   | Película                        | Resultado |
| ---- | --------------------------- | ------------------------------- | --------- |
| 2015 | Mejor Película de Animación | El cuento de la princesa Kaguya | Nominado  |
| 2016 | Mejor película animada      | El recuerdo de Marnie           | Nominado  |